# وسيعة الحرارة

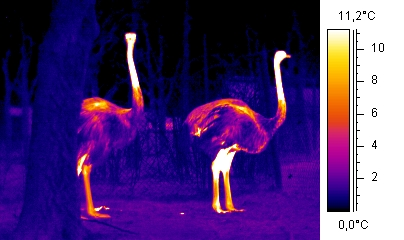

وسيعة الحرارة (بالإنجليزية: Eurytherm) هي الكائنات الحية التي غالبًا ما تكون ماصة للحرارة، والتي يمكن أن تعمل وتتحمل التغيرات في مجموعة واسعة من درجات الحرارة المحيطة. يجب اعتبار جميع مراحل دورة حياة الكائن الحي، على أنها وسيعة الحرارة، بما في ذلك مراحل الأحداث واليرقات. وتستمد هذه النطاقات الواسعة من درجات الحرارة المقبولة مباشرة من التسامح للكائن المعطى بالبروتينات. من الأمثلة بطيء الخطو، وسمكة الجراء الصحراوية، وسرطان البحر الأخضر، ومع ذلك، تعتبر جميع الثدييات تقريبًا بما في ذلك البشر، من الكائنات وسيعات الحرارة. يمكن أن تكون هذه الصفة ميزة تطورية؛ تعتبر التكيفات مع درجات الحرارة الباردة، المسماة بالحمية الباردة، ضرورية لبقاء الأنواع خلال العصور الجليدية. بالإضافة إلى ذلك، فإن القدرة على البقاء على قيد الحياة في مجموعة واسعة من درجات الحرارة تزيد من قدرة الأنواع على السكن في مناطق أخرى، وهي ميزة للاصطفاء الطبيعي.
صفة تحمل الحرارة المحيطة هي أحد جوانب التنظيم الحراري في الكائنات الحية. وهو على النقيض من فكرة الكائنات الحية الحرارية، والتي يمكن أن تعمل فقط ضمن نطاق ضيق نسبيًا من درجات الحرارة المحيطة. من خلال مجموعة متنوعة من آليات التأقلم الحراري، يمكن للكائنات الحية الكيمائية إما أن توفر أو تطرد الحرارة من أجل البقاء في الحرارة الباردة أو الحارة أو تحضير نفسها لدرجات حرارة شديدة. وقد ثبت أن أنواع معينة من وسيعات الحرارة لديها عمليات فريدة من نوعها لتوليف البروتين التي تميزها عن الأنواع المسدودة للحرارة نسبيًا، ولكنها متشابهة.